# غوردون بيل (مغن مؤلف)
غوردون بيل (بالإنجليزية: Gordon Bell)‏ هو مغن مؤلف بريطاني، ولد في 24 يوليو 1969.